# Список кавалеров ордена «За заслуги перед Отечеством» за 2015 год

## Кавалеры ордена I степени
1. 20 января 2015 года, № 25 — Зельдин, Владимир Михайлович — артист федерального государственного казённого учреждения культуры и искусства «Центральный академический театр Российской Армии», город Москва[1]
2. 2 февраля 2015 года, № 44 — Велихов, Евгений Павлович — академик Российской академии наук, президент федерального государственного бюджетного учреждения «Национальный исследовательский центр „Курчатовский институт“», город Москва[2]
3. 21 марта 2015 года, № 146 — Лавров, Сергей Викторович — министр иностранных дел Российской Федерации[3]
4. 29 июня 2015 года, № 330 — Михалков, Никита Сергеевич — кинорежиссёр, председатель Общероссийской общественной организации «Союз кинематографистов Российской Федерации», президент некоммерческой организации «Российский Фонд Культуры», город Москва[4]
5. 29 июня 2015 года, № 330 — Соломин, Юрий Мефодьевич — художественный руководитель федерального государственного бюджетного учреждения культуры «Государственный академический Малый театр России», город Москва[4]
6. 14 сентября 2015 года, № 459 — Медведев, Дмитрий Анатольевич — Председатель Правительства Российской Федерации[5]
7. 1 декабря 2015 года, № 584 — Хазанов, Геннадий Викторович — художественный руководитель государственного бюджетного учреждения культуры города Москвы «Московский государственный театр Эстрады»[6]

## Кавалеры ордена II степени
1. 8 марта 2015 года, № 115 — Латынина, Лариса Семёновна — член бюро Общероссийской общественной организации «Российский союз спортсменов», член попечительского совета Фонда поддержки олимпийцев России, город Москва
2. 4 апреля 2015 года, № 171 — Савченко, Евгений Степанович — губернатор Белгородской области
3. 16 июля 2015 года, № 369 — Ежевский, Александр Александрович — главный научный сотрудник федерального государственного бюджетного научного учреждения «Всероссийский научно-исследовательский технологический институт ремонта и эксплуатации машинно-тракторного парка», город Москва
4. 22 августа 2015 года, № 431 — Емельянов, Станислав Васильевич — академик Российской академии наук, советник Российской академии наук
5. 22 августа 2015 года, № 431 — Романенко, Геннадий Алексеевич — академик Российской академии наук, вице-президент Российской академии наук
6. 10 октября 2015 года, № 505 — Костюк, Валерий Викторович — академик Российской академии наук, вице-президент федерального государственного бюджетного учреждения «Российская академия наук», город Москва
7. 21 ноября 2015 года, № 566 — Конторович, Алексей Эмильевич — академик Российской академии наук, советник Российской академии наук федерального государственного бюджетного учреждения науки Института нефтегазовой геологии и геофизики имени А. А. Трофимука Сибирского отделения Российской академии наук, Новосибирская область

## Кавалеры ордена III степени
1. 23 марта 2015 года, № 151 — Гайнутдинов, Равиль Исмагилович — председатель Совета муфтиев России, председатель Духовного управления мусульман России, город Москва
2. 16 июля 2015 года, № 369 — Алиева, Фазу Гамзатовна — главный редактор государственного бюджетного учреждения Республики Дагестан «Редакция республиканского журнала „Женщина Дагестана“»
3. 22 августа 2015 года, № 431 — Котов, Олег Валериевич — инструктор-космонавт-испытатель 1 класса группы инструкторов-космонавтов отряда космонавтов федерального государственного бюджетного учреждения «Научно-исследовательский испытательный центр подготовки космонавтов имени Ю. А. Гагарина», Московская область
4. 22 августа 2015 года, № 431 — Клейн, Николай Владимирович — генеральный директор публичного акционерного общества «Машиностроительный завод имени М. И. Калинина, г. Екатеринбург», Свердловская область
5. 10 октября 2015 года, № 505 — Юрчихин, Фёдор Николаевич — инструктор-космонавт-испытатель 1 класса группы инструкторов-космонавтов отряда космонавтов федерального государственного бюджетного учреждения «Научно-исследовательский испытательный центр подготовки космонавтов имени Ю. А. Гагарина», Московская область

## Кавалеры ордена IV степени
1. 3 февраля 2015 года, № 48 — Плигин, Владимир Николаевич — председатель Комитета Государственной думы по конституционному законодательству и государственному строительству
2. 8 марта 2015 года, № 115 — Гулевский, Михаил Владимирович — глава города Липецка
3. 8 марта 2015 года, № 115 — Аксаков, Анатолий Геннадьевич — заместитель председателя Комитета Государственной думы по финансовому рынку
4. 4 апреля 2015 года, № 171 — Воробьёв, Андрей Юрьевич — губернатор Московской области
5. 25 мая 2015 года, № 263 — Егорова, Любовь Ивановна — председатель профильной комиссии по вопросам физической культуры и спорта постоянной комиссии по образованию, культуре и науке Законодательного собрания Санкт-Петербурга
6. 25 мая 2015 года, № 263 — Бородавкин, Алексей Николаевич — Постоянный представитель Российской Федерации при Отделении ООН и других международных организациях в Женеве, Швейцарская Конфедерация
7. 29 июня 2015 года, № 330 — Браверман, Александр Арнольдович — генеральный директор Федерального фонда содействия развитию жилищного строительства, город Москва
8. 29 июня 2015 года, № 330 — Табаков, Олег Павлович — художественный руководитель — директор Федерального государственного бюджетного учреждения культуры «Московский Художественный академический театр имени А. П. Чехова»
9. 16 июля 2015 года, № 369 — Богачёв, Иван Андреевич — председатель сельскохозяйственного производственного кооператива «Колхоз „Терновский“», Труновский район Ставропольского края
10. 16 июля 2015 года, № 369 — Аристов, Сергей Алексеевич — статс-секретарь — заместитель министра транспорта Российской Федерации
11. 16 июля 2015 года, № 369 — Глотов, Владимир Иванович — заместитель директора Федеральной службы по финансовому мониторингу
12. 16 июля 2015 года, № 369 — Кошкин, Альберт Александрович — президент открытого акционерного общества «Сибмост», Новосибирская область
13. 16 июля 2015 года, № 369 — Лавёров, Николай Павлович — член президиума Российской академии наук, город Москва
14. 16 июля 2015 года, № 369 — Мишустин, Михаил Владимирович — руководитель Федеральной налоговой службы
15. 16 июля 2015 года, № 369 — Голомолзин, Анатолий Николаевич — заместитель руководителя Федеральной антимонопольной службы
16. 16 июля 2015 года, № 369 — Поляков, Юрий Михайлович — главный редактор «Литературной газеты», президент автономной некоммерческой организации «Редакция „Литературной газеты“», город Москва
17. 22 августа 2015 года, № 431 — Кобылин, Рудольф Анатольевич — заместитель генерального директора по инновациям открытого акционерного общества «Научно-производственное объединение „Сплав“», Тульская область
18. 22 августа 2015 года, № 431 — Тихомиров, Юрий Александрович — заместитель заведующего центром федерального государственного научно-исследовательского учреждения «Институт законодательства и сравнительного правоведения при Правительстве Российской Федерации», город Москва
19. 22 августа 2015 года, № 431 — Барщевский, Михаил Юрьевич — полномочный представитель Правительства Российской Федерации в Конституционном суде Российской Федерации и Верховном суде Российской Федерации
20. 8 сентября 2015 года, № 451 — Завгаев, Доку Гапурович — чрезвычайный и полномочный посол Российской Федерации в Республике Словении
21. 22 октября 2015 года, № 526 — Гришин, Виктор Иванович — ректор федерального государственного бюджетного образовательного учреждения высшего профессионального образования «Российский экономический университет имени Г. В. Плеханова», город Москва
22. 1 декабря 2015 года, № 584 — Солженицына, Наталия Дмитриевна — президент Русского Благотворительного Фонда Александра Солженицына, город Москва
23. 22 декабря 2015 года, № 649 — Алексеев, Николай Васильевич — механизатор общества с ограниченной ответственностью «Гарант», Шолоховский район Ростовской области
24. 22 декабря 2015 года, № 649 — Данкверт, Сергей Алексеевич — руководитель Федеральной службы по ветеринарному и фитосанитарному надзору
25. 22 декабря 2015 года, № 649 — Хакимов, Габдулахат Гилумханович — глава Атнинского муниципального района Республики Татарстан
26. 22 декабря 2015 года, № 649 — Цицин, Константин Георгиевич — генеральный директор государственной корпорации — Фонда содействия реформированию жилищно-коммунального хозяйства, город Москва